# Pinus cembroides
Pinus cembroides Zucc. – gatunek drzewa iglastego z rodziny sosnowatych (Pinaceae). Występuje w USA (południowo-wschodnia Arizona, południowo-zachodni Nowy Meksyk, zachodni Teksas) i w Meksyku (w większości stanów na północ od 20° szerokości geograficznej północnej).

## Morfologia
PokrójDrzewo lub krzew o zaokrąglonej koronie.
PieńOsiąga 15 m wysokości, 30 cm średnicy. Kora czerwono-brązowa do ciemnobrązowej.
LiścieIgły zebrane po 3 na krótkopędach, rzadziej po 2 lub 4. Osiągają 2–6 cm długości, 0,6–0,9 mm grubości.
SzyszkiSzyszki męskie elipsoidalne, żółte, długości do 10 mm. Szyszki żeńskie symetryczne, jajowate przed otwarciem, szerokojajowate do prawie kulistych po otwarciu, bladożółte do jasnobrązowych. Nasiona brązowe, jajowate, o długości (7)12–15(20) mm, bez skrzydełek, o grubej łupinie nasiennej.

## Biologia i ekologia
Drzewo wiatropylne. Szyszki nasienne dojrzewają 2 lata, następnie otwierają się uwalniając nasiona i opadają wkrótce potem. Jedna wiązka przewodząca w liściu. Igły pozostają na drzewie przez 3–4 lata.
Występuje w górach, na średnich wysokościach, głównie 1600–2400 m n.p.m..
Jest gospodarzem rośliny pasożytniczej Arceuthobium divaricatum (pasożyt pędowy). Zainfekowane są populacje na północny zasięgu, w górach Davis, w hrabstwie Jeff Davis, w zachodnim Teksasie.

## Systematyka
Pozycja gatunku w obrębie rodzaju Pinus:
- podrodzaj Strobus
  - sekcja Parrya
    - podsekcja Cembroides
      - gatunek P. cembroides

Podział tego taksonu jest ciągle dyskutowany. Gatunek ma spory zasięg i jest zmienny morfologicznie, co doprowadziło do wyróżnienia szeregu podgatunków i odmian, z których niektóre podniesione zostały do rangi odrębnych gatunków:
- Pinus discolor D. K. Bailey & Hawksw.[8][9][5]
- Pinus johannis Robert-Passini[10][11]
- Pinus orizabensis (D.K. Bailey) Bailey & Hawksw.[5]
- Pinus remota (Little) D.K. Bailey & Hawksw.[10]

Pozostałe taksony niższego rzędu:

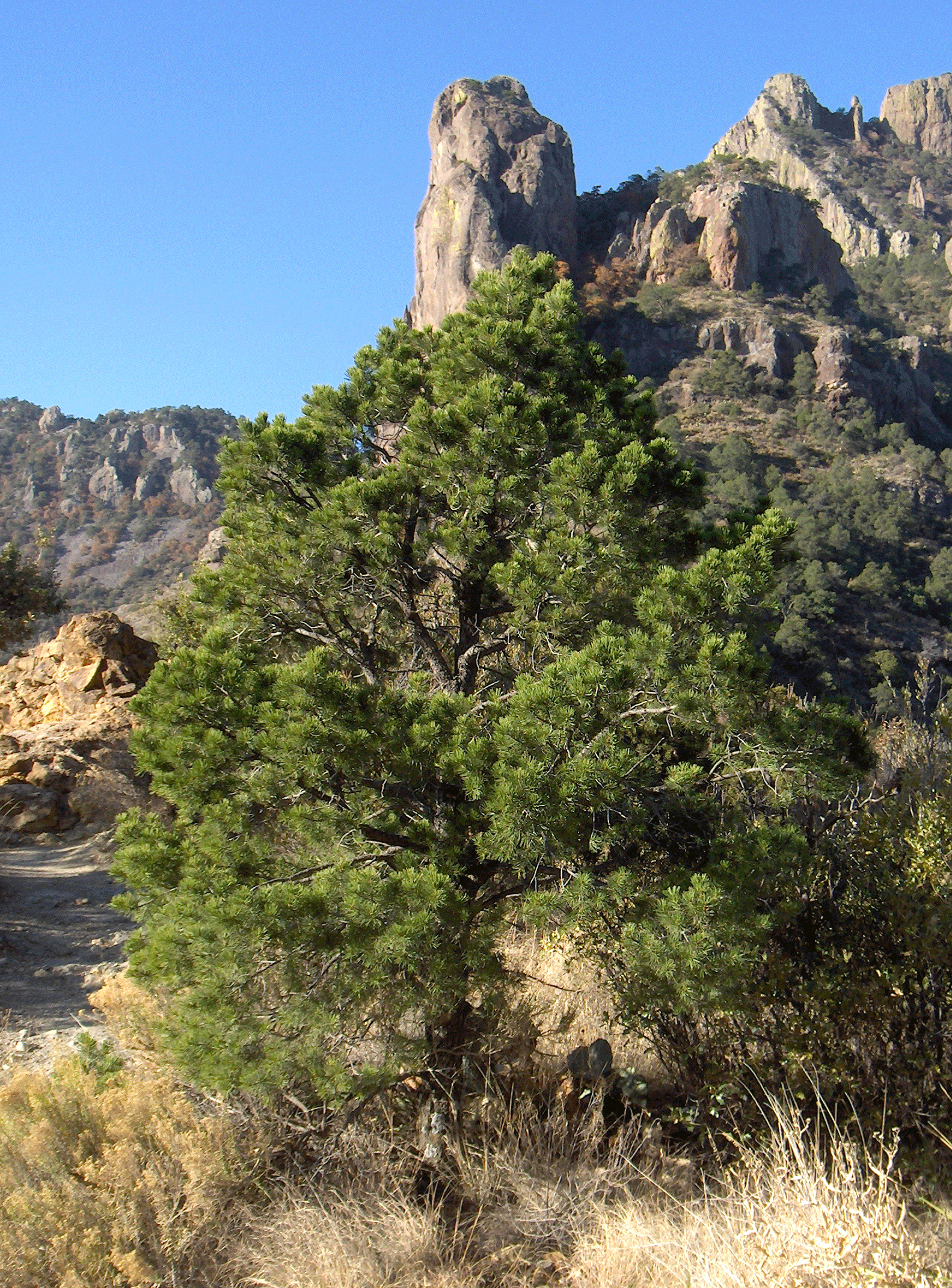
Okaz w Parku Narodowym Big Bend, Teksas

- Pinus cembroides subsp. cembroides var. cembroides (syn. P. llaveana Schiede ex Schlectendahl, P. osteosperma Engelmann)
- Pinus cembroides subsp. lagunae (Robert-Passini) D.K. Bailey (syn. P. cembroides var. lagunae Robert-Passini, P. lagunae (R-P.) Passini) – podgatunek występujący w Meksyku (Kalifornia Dolna Południowa: Sierra de la Laguna), na wysokości 1200–2000 m n.p.m., czasem klasyfikowany w randze gatunku Pinus lagunae (R-P.) Passini 1987.

## Zagrożenia
Międzynarodowa Unia Ochrony Przyrody przyznała temu gatunkowi (włączając do niego P. johannis) kategorię zagrożenia LR/lc (lower risk/least concern) w skali całego świata, uznając za gatunek najmniejszej troski, nie spełniający kryteriów gatunków zagrożonych. Klasyfikacja ta została utrzymana w kolejnych latach jako LC (least concern). Podgatunek P. c. subsp. lagunae (Robert-Passini) D.K. Bailey został uznany za narażony na wyginięcie i otrzymał kategorię VU (vulnerable).